# Маляно Алфиери
Маля̀но Алфиѐри (на италиански: Magliano Alfieri; на пиемонтски: Majan ant 'l Roé, Маян ант ъл Рое) е село и община в Северна Италия, провинция Кунео, регион Пиемонт. Разположено е на 328 m надморска височина. Населението на общината е 1984 души (към 2010 г.).